# 米德韋爾 (蒙大拿州)
米德韋爾（英語：Midvale）是位於美國蒙大拿州林肯縣的普查規定居民點。

## 人口
根據2020年美國人口普查的數據，米德韋爾的面積為1.08平方千米，皆為陸地。當地共有人口393人，而人口密度為每平方千米363.89人。